# Frankenhain (Geratal)
Frankenhain ist ein Ortsteil der Landgemeinde Geratal im Ilm-Kreis (Thüringen).

## Geografie

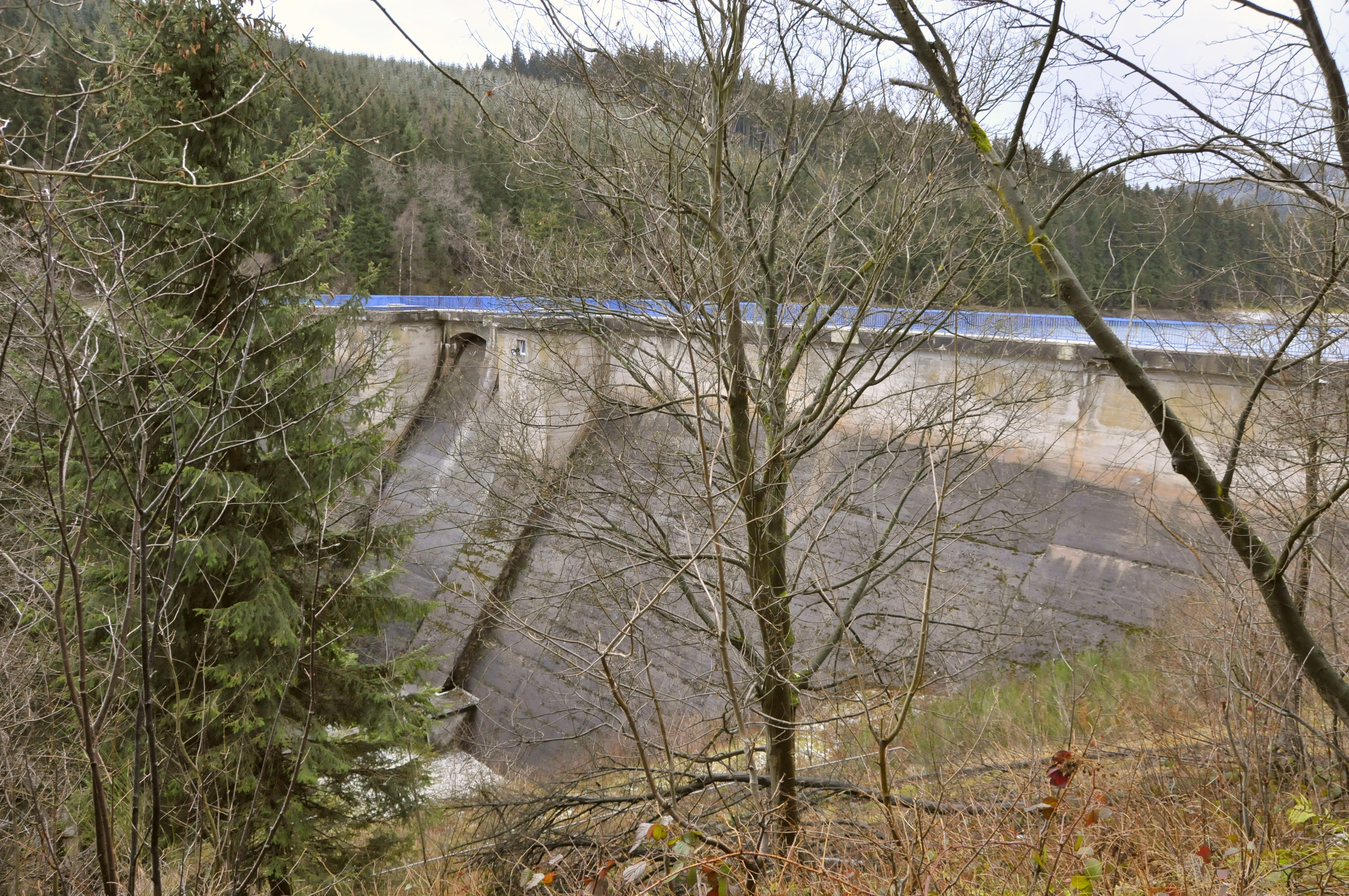
Staumauer der Talsperre Lütsche

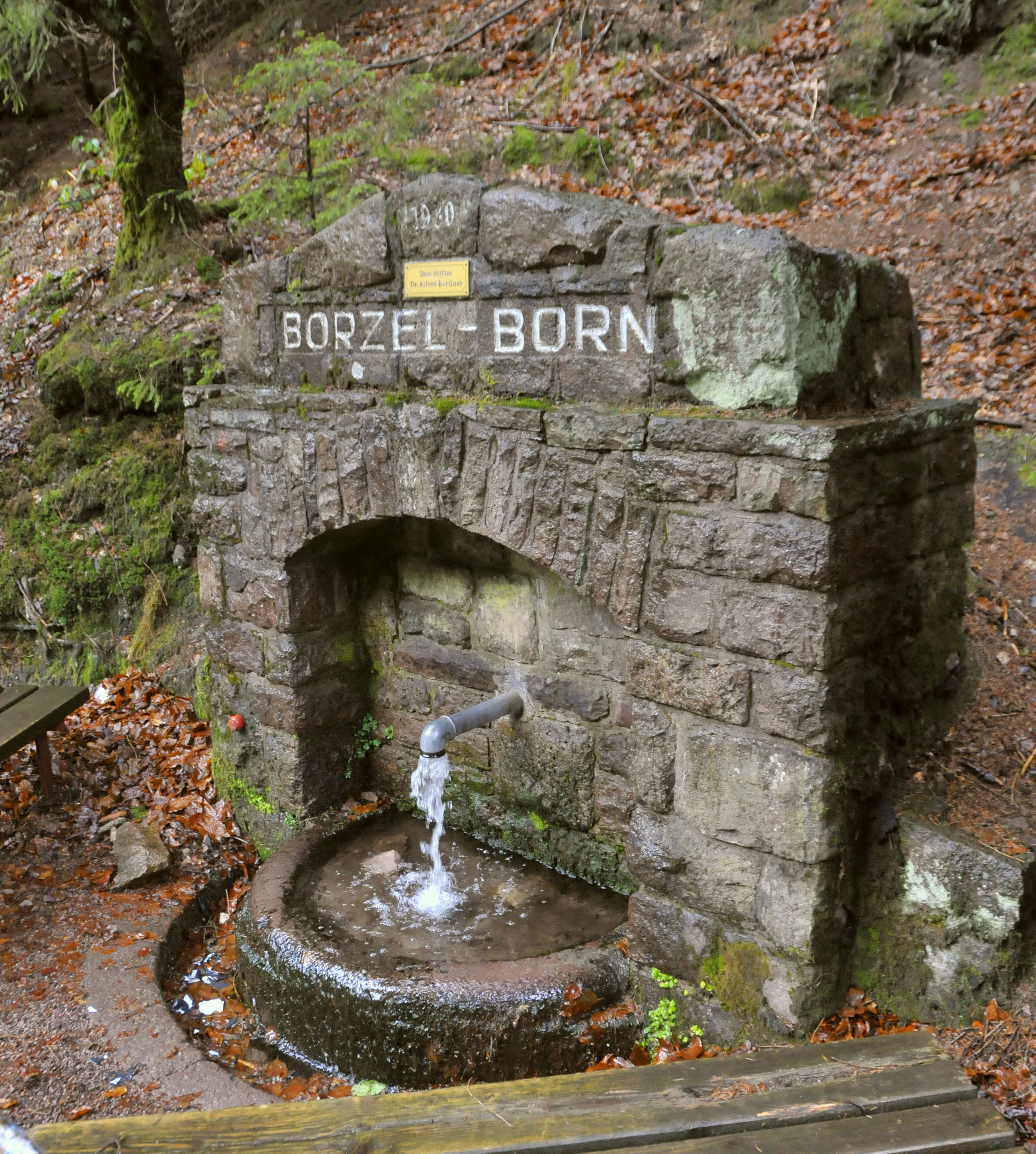
Borzel-Born

Frankenhain liegt im äußersten Westen des Ilm-Kreises. Das Ortsgebiet gehört zwei Landschaften an: der Süden und der Westen liegen im Thüringer Wald, der Norden und der Osten auf der flachen Ohrdrufer Platte. Das Dorf selbst liegt an der Nahtstelle beider Landschaften in einer Senke in etwa 480 Metern Höhe. Die Senke verschmälert sich nach Osten zum Gisselgrund, der sich bis nach Liebenstein erstreckt und von der Gissel durchflossen wird. Die nördliche Begrenzung des Dorfes ist der 519 Meter hohe Kirchberg. Jenseits des Berges, weiter nördlich, liegt das Dorf Crawinkel. Nach Süden öffnet sich der Sandbach-Wiesengrund, der hinunter ins Nachbardorf Gräfenroda führt. Im Südosten erhebt sich mit 493,2 m der Läusebühl. Westlich des Dorfes liegt der 712 Meter hohe Eisenberg und im Südwesten der ebenfalls 710 Meter hohe Ensebachskopf. Ein bekannter Berg ist auch der 677 Meter hohe Borzelberg zwischen den Tälern von Lütsche und Ensebach. Das Gebiet ist nahezu vollständig bewaldet, wobei die Fichte die dominierende Baumart ist.

Der nördliche, flache Teil der Gemarkung ist nicht bewaldet und dient der Landwirtschaft, die sich in etwa 500 Metern Höhe auf die Viehzucht beschränkt. Der südliche Teil hingegen ist reich strukturiert. Neben der Gissel nach Liebenstein ist die Lütsche ein größerer Bach im Gemeindegebiet. Sie speist die südwestlich von Frankenhain gelegene Lütschetalsperre am Südwestfuß des Borzelberges. Sie ist auch in das System des Gerastollens eingebunden. Zwischen Lütsche und Frankenhain liegt das Tal des Ensebachs, der an der Wüstung des Lütsche-Dorfs in die Lütsche mündet. Im Lütschegebiet liegen mehrere Steinbrüche sowie viele Quellen, von denen der Borzelborn die bekannteste sein dürfte.

### Nachbarorte
Im Uhrzeigersinn, beginnend im Norden: Crawinkel, Liebenstein, Gräfenroda, Oberhof, Luisenthal

## Geschichte
Gegründet wurde der Ort vermutlich im 6. Jahrhundert von in dieser Region durchziehenden Franken. Erstmals urkundlich erwähnt wurde Frankenhain im Jahr 1301. Die Bevölkerung des Ortes am Rande des Thüringer Walds lebte früher hauptsächlich von der Holzfällerei oder als Harzscharrer, Pechsieder, Zimmerleute, Mühlsteinhauer und Kienrußbrenner sowie von Umspanndiensten für die den Thüringer Wald überquerenden Kaufleute. Darüber hinaus war am Eisenberg eine Eisenerzgrube in Betrieb.
Frankenhain zählte 1454 zum landgräflichen Lehen der Herren von Burg Liebenstein. Kirchlich war der Ort Filiale von Crawinkel und erhielt 1725 eine eigene Pfarrei. Um 1760 gab es 316 Einwohner. Die Einwohnerzahl stieg bis zur Mitte des 19. Jahrhunderts auf über 700 Personen an, die außer in der 1854 gegründeten Frankenhainer Schwefelholzfabrik zumeist in Fabriken der umliegenden Orte arbeiteten. 1866 wurde die Gemarkung des seit 1859 aufgelösten Dorfs Lütsche der von Frankenhain eingegliedert.
In den letzten Jahrzehnten des 19. Jahrhunderts entwickelten sich in Frankenhain die Parteien der Arbeiterbewegung zum dominierenden politischen Faktor. Bereits bei der Reichstagswahl des Jahres 1884 entfiel im Ort die Mehrzahl der Stimmen auf den sozialdemokratischen Wahlkreiskandidaten. 1890 ließen die Gothaer Behörden in einigen Orten des Herzogtums eine Untersuchung über die Ursachen des Zuspruches für die Sozialisten durchführen. Die nach Frankenhain entsandten Beamten führten als solche an:
„Waldhutprozess, Schmälerungen der Waldnutzung wie Leseholzberechtigungen, Grassammeln und dgl., hohe Steuern, hohe Lebensmittelpreise, Kosten der Kranken- und Unfallversicherungen, Agitatoren von außen, Flugblätter und dgl. aus Arnstadt.“
Im Zuge des Ersten Weltkrieges brachen viele Wähler mit der SPD und orientierten sich weiter nach links. Bei der Wahl zur Nationalversammlung am 19. Januar 1919 stimmten 549 Frankenhainer Wähler für die USPD und 28 für die SPD, während die Parteien des bürgerlichen Lagers zusammen 90 Stimmen auf sich vereinen konnten. Die erstmals antretende KPD erhielt bei der Reichstagswahl 1920 85 Stimmen, die SPD dagegen lediglich noch 3. Weitaus stärkste Partei wurde erneut die USPD.
In den letzten Wochen des Zweiten Weltkrieges wurden auf dem Gemeindegebiet mindestens drei KZ-Häftlinge, die wahrscheinlich aus Außenkommandos des Lagers Ohrdruf oder der Luftmunitionsanstalt 1/IV bei Crawinkel geflohen waren, gefasst und anschließend von der SS ermordet. An der Ergreifung der Flüchtigen beteiligte sich auch die Frankenhainer SA unter der Leitung des Obertruppführers Paul Böttger. Unmittelbar vor dem Einmarsch der US-Truppen Anfang April 1945 erschossen Böttger und ein weiterer SA-Mann am Stephansteich fünf entflohene KZ-Häftlinge, die sie zuvor einige Tage in einem Stall auf dem Grundstück der Gemeindeschenke gefangengehalten hatten.
Bei Tieffliegerangriffen kamen in den letzten Kriegstagen mehrere Einwohner ums Leben, einige Häuser wurden schwer beschädigt.
Nach dem Bau der Bahnstrecke Gräfenroda–Ohrdruf wurde Frankenhain ab 1892 zu einem beliebten Erholungs- und Wintersportort. Eine 1907 erbaute Pech- und Wachsfabrik in der Nähe des Bahnhofs wurde 1928 zu einem Genesungsheim umgebaut und nach 1945 als VdN-Erholungsheim "Erich Hertel" genutzt. Nach 1953 wurden fünf FDGB-Erholungsheime sowie ein Campingplatz eröffnet.
Zu DDR-Zeiten errichtete und unterhielt der VEB Maschinenfabrik „Fritz Heckert“ aus Karl-Marx-Stadt im Ort ein Betriebs-Ferienlager.
Seit 1994 gehört Frankenhain zum Ilm-Kreis und ab 1993 zur Verwaltungsgemeinschaft Oberes Geratal mit Sitz in Gräfenroda. Mit der Auflösung dieser am 1. Januar 2019 wurde Frankenhain ein Ortsteil der Landgemeinde Geratal.

### Einwohnerentwicklung
Entwicklung der Einwohnerzahl:
| - 1843 – 370 - 1939 – 1.314 - 1989 – 1.083 - 2005 – 858 - 2010 – 775 - 2015 – 728 |

 Datenquelle: ab 1994 Thüringer Landesamt für Statistik – Werte vom 31. Dezember

## Politik

### (Ortsteil-)Bürgermeister und Ortsteilrat
Der Ortsteilbürgermeister von Frankenhain ist seit dem 1. Juli 2022 Thomas Heyer. Er bildet zusammen mit sechs weiteren Mitgliedern den Ortsteilrat. Zuvor waren von 1994 bis 1999 Ralf Elliger, von 1999 bis 2010 Peter Pabst (FWG) und von 2010 bis 2018 Hans-Georg Fischer (Pro Frankenhain/Linke) die ehrenamtlichen Bürgermeister von Frankenhain. Von 2019 bis 2022 übte Hans-Georg Fischer das Amt des Ortsteilbürgermeisters aus.

### Wappen
Blasonierung: „Geteilt von Silber und Rot; oben drei stilisierte grüne Tannen, unten ein silbernes Mühlrad über einem silbernen Geweih.“
Das Wappen wurde vom Heraldiker Frank Diemar gestaltet und am 19. Mai 1993 genehmigt.

## Kultur und Sehenswürdigkeiten
Frankenhain ist ein staatlich anerkannter Erholungsort.

### Dorfkirche St. Leonhard

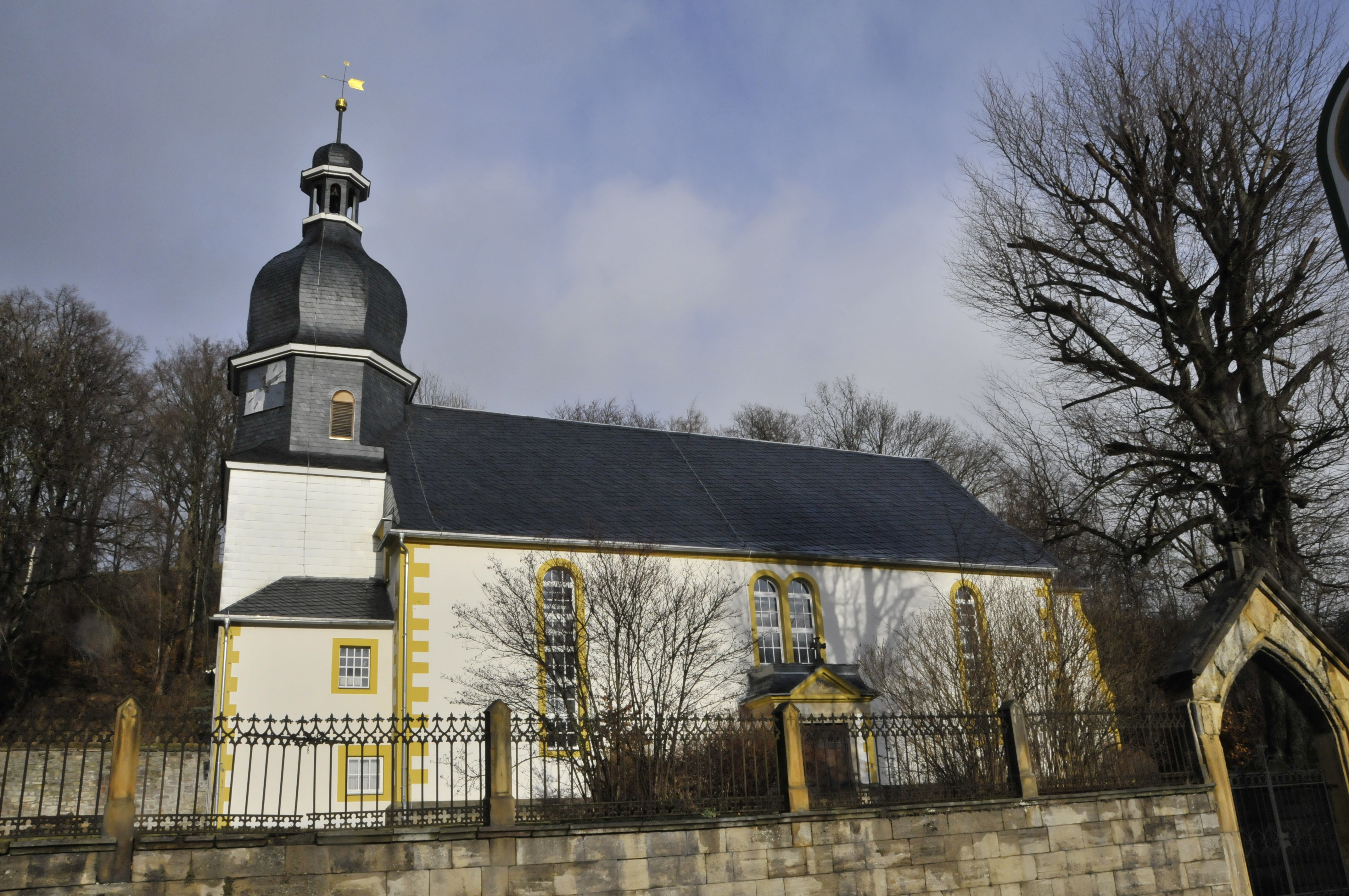
Dorfkirche

Die Dorfkirche St. Leonhard ist eine barocke Saalkirche des 18. Jahrhunderts mit barocker Ausstattung und Deckengemälden sowie einer Orgel des Orgelbauers Valentin Knauf von 1839.
Der die Kirche ursprünglich umgebende Friedhof wurde 1912 entwidmet und an den nördlichen Dorfrand verlegt. Dort steht auch die Friedhofskapelle. Noch heute schmückt den Eingang zum ehemaligen Kirchhof ein im neugotischen Stil gestaltetes Portal aus Sandstein, das bereits 1866 geschaffen wurde.

### Flößgrabenlauf
Durch den so genannten Lütsche-Flößgraben, der hauptsächlich in den Jahren 1691 bis 1702 entstand und sich auf etwa 23 km erstreckt, wurden Baumstämme zur Gera befördert. Heute findet alljährlich ein Flößgrabenlauf auf dieser Strecke statt. Als 1936/37 die Lütschetalsperre etwa 4 km südwestlich von Frankenhain errichtet wurde, ging der Flößgraben an dieser Stelle in ihr auf. Am Berührungspunkt befindet sich heute eine Campinganlage.

### Gedenkstätten
- Auf dem Friedhof am Rumpelsweg erinnern Grabmale an acht namentlich nicht bekannte KZ-Häftlinge, die nach Fluchtversuchen im Frühjahr 1945 von SS-Männern bzw. Angehörigen der Frankenhainer SA ermordet wurden.
- Seit 1984 gedenken die Bürger mit einer Stele an der Ohrdrufer Straße (Lage→) der Opfer eines Todesmarsches, der im April 1945 durch ihren Ort führte.

### Sport
Bekannt ist Frankenhain vor allem durch das hier ansässige Biathlon-Leistungszentrum, aus dem mehrere Spitzenathleten hervorgegangen sind. Es wird durch den SV Eintracht Frankenhain betrieben, der neben anderen Sportarten auch über eine Sektion Fußball verfügt. Deren Herrenmannschaft spielt in der ersten Kreisklasse des Ilm-Kreises, die Alte-Herren-Mannschaft bildet eine Spielgemeinschaft mit der SG Crawinkel.

## Wirtschaft und Verkehr
Frankenhain besaß früher Holzindustrie. Heute sind noch die Steinbrüche im Lütschegrund in Betrieb. Daneben gibt es im Ort noch einen Maschinenbaubetrieb der Automobilzulieferindustrie.
Frankenhain liegt an der Bundesstraße 88 zwischen Ilmenau und Gotha. Zudem besaß der Ort einen Bahnhof an der Ohratalbahn Gotha–Gräfenroda. Durch Frankenhain führt der Radfernweg Waldrandroute.

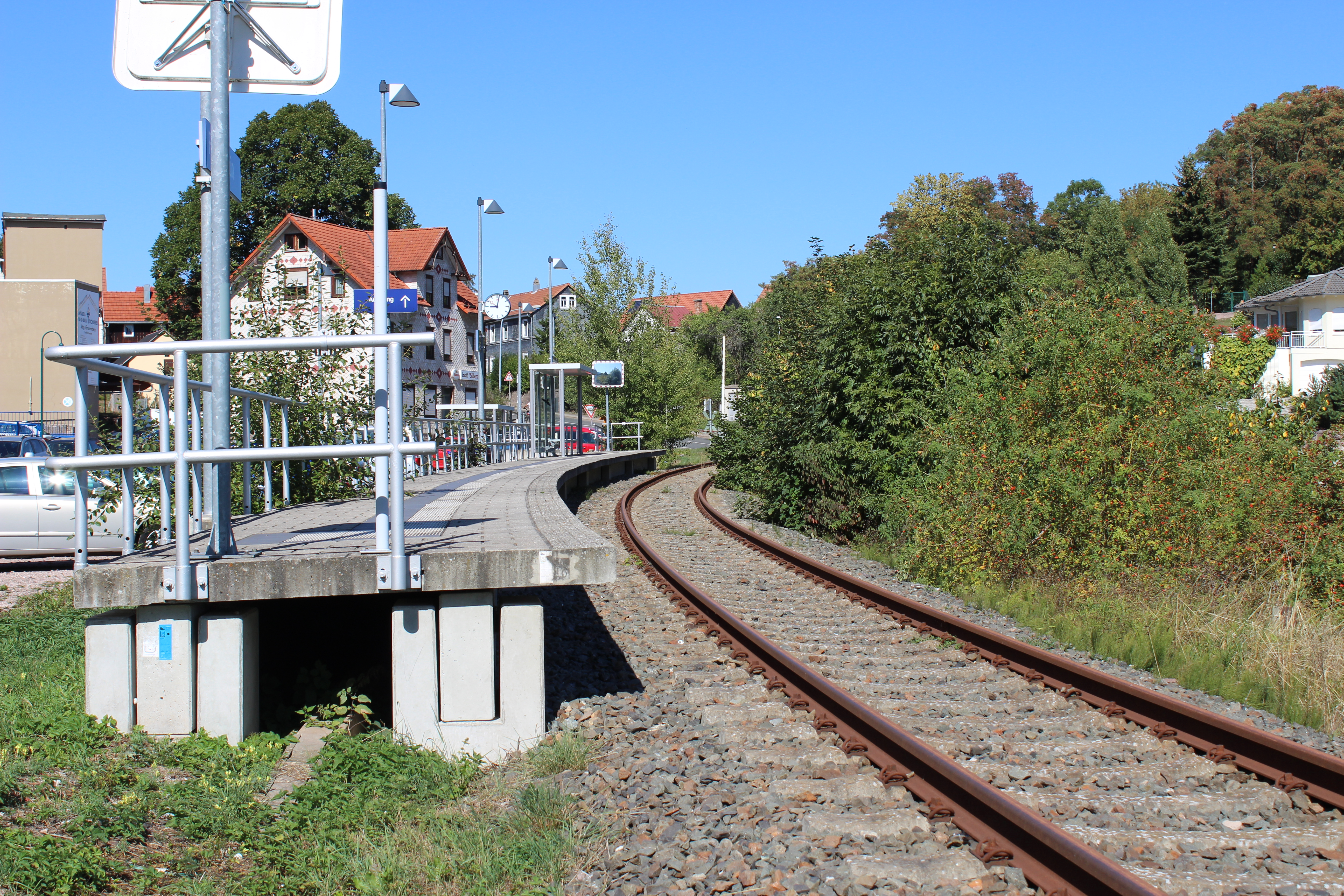
Ehemaliger Haltepunkt Frankenhain (2018)

## Persönlichkeiten
- Johannes Ringk (1717–1778), Komponist und Organist, geboren in Frankenhain
- Martin Böttger (* 1947), DDR-Bürgerrechtler, geboren in Frankenhain
- Katrin Apel (* 1973), ehemalige Biathletin, gehört dem SV Eintracht Frankenhain an
- Jens Filbrich (* 1979), Skilangläufer, gehört dem SV Eintracht Frankenhain an
- Daniel Graf (* 1981), ehemaliger Biathlet, gehört dem SV Eintracht Frankenhain an
- Erik Lesser (* 1988), Biathlet, gehört dem SV Eintracht Frankenhain an

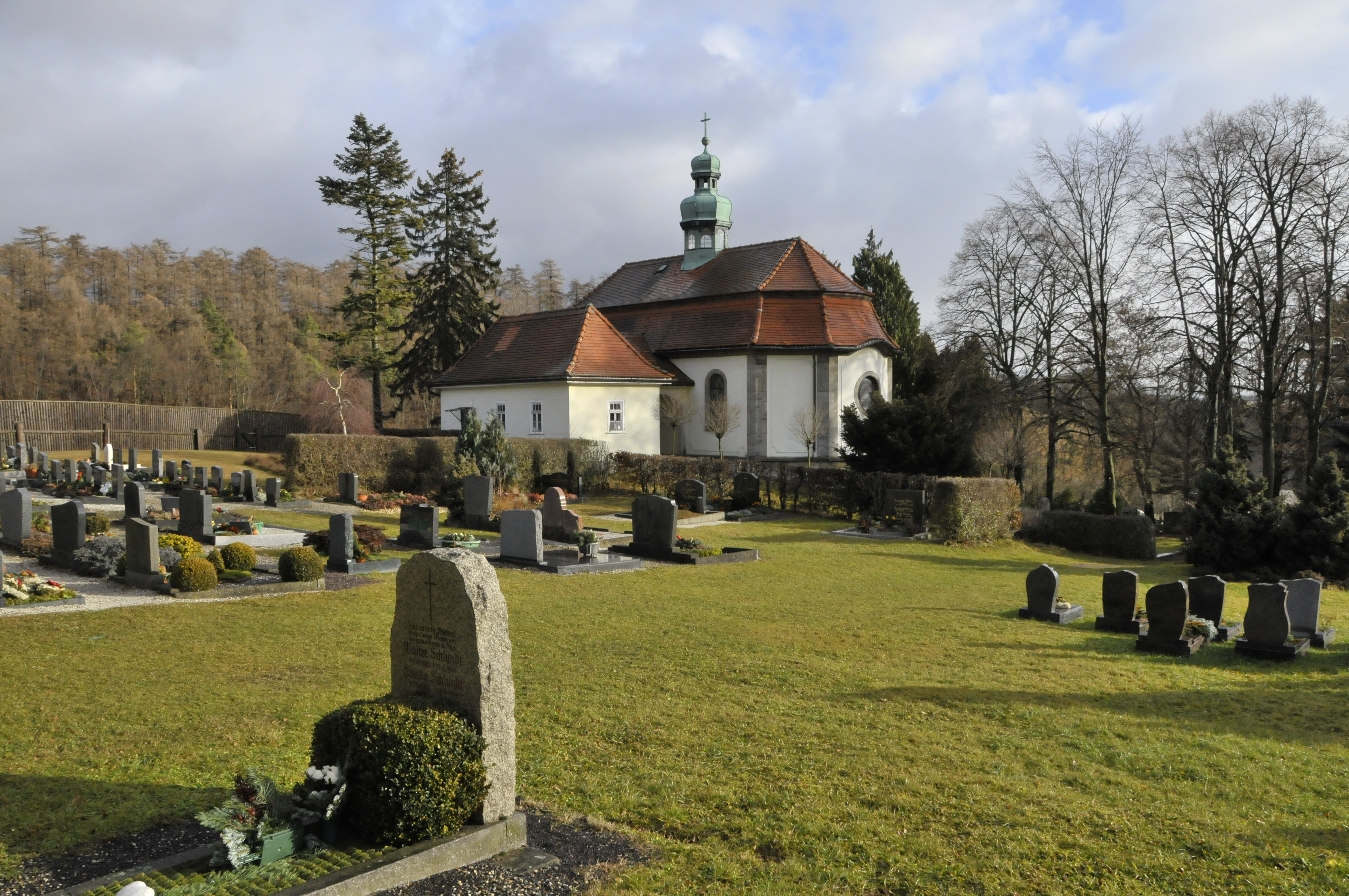
Friedhof mit Kapelle (Lage→)
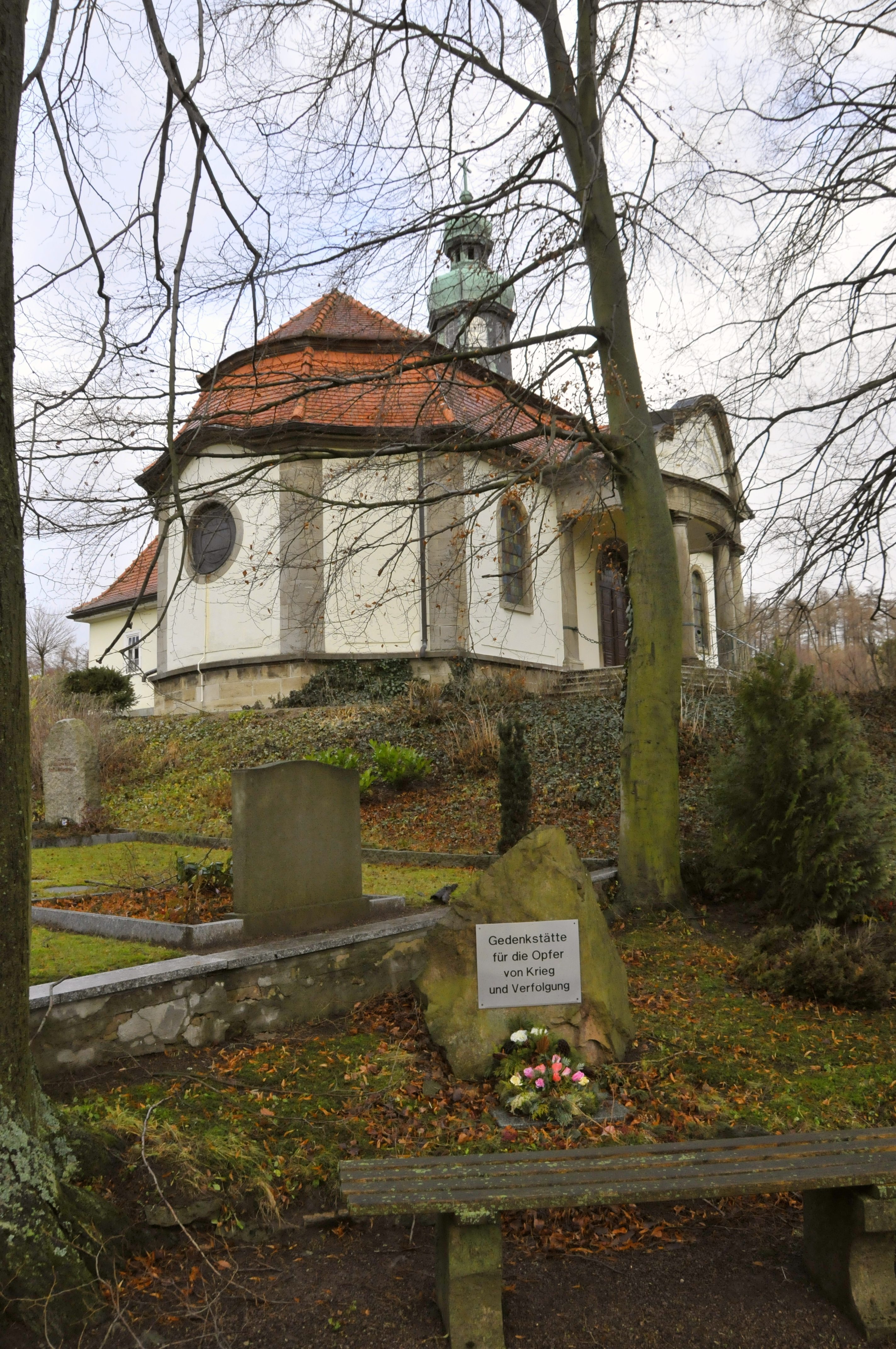
Friedhofskapelle mit Kriegsopfer-Gedenkstätte
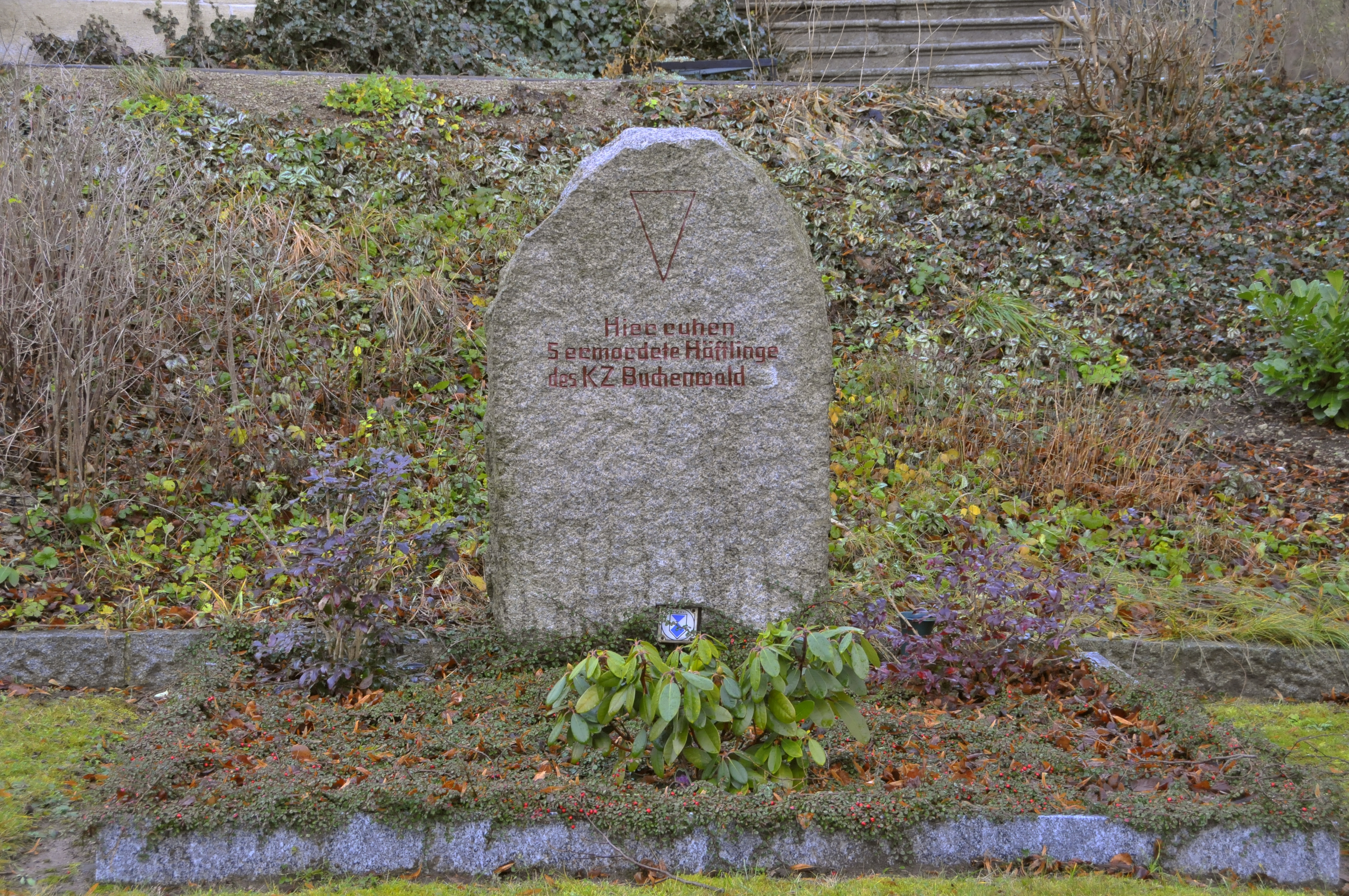
Grabstätte der fünf durch Frankenhainer SA-Angehörige ermordeten KZ-Häftlinge
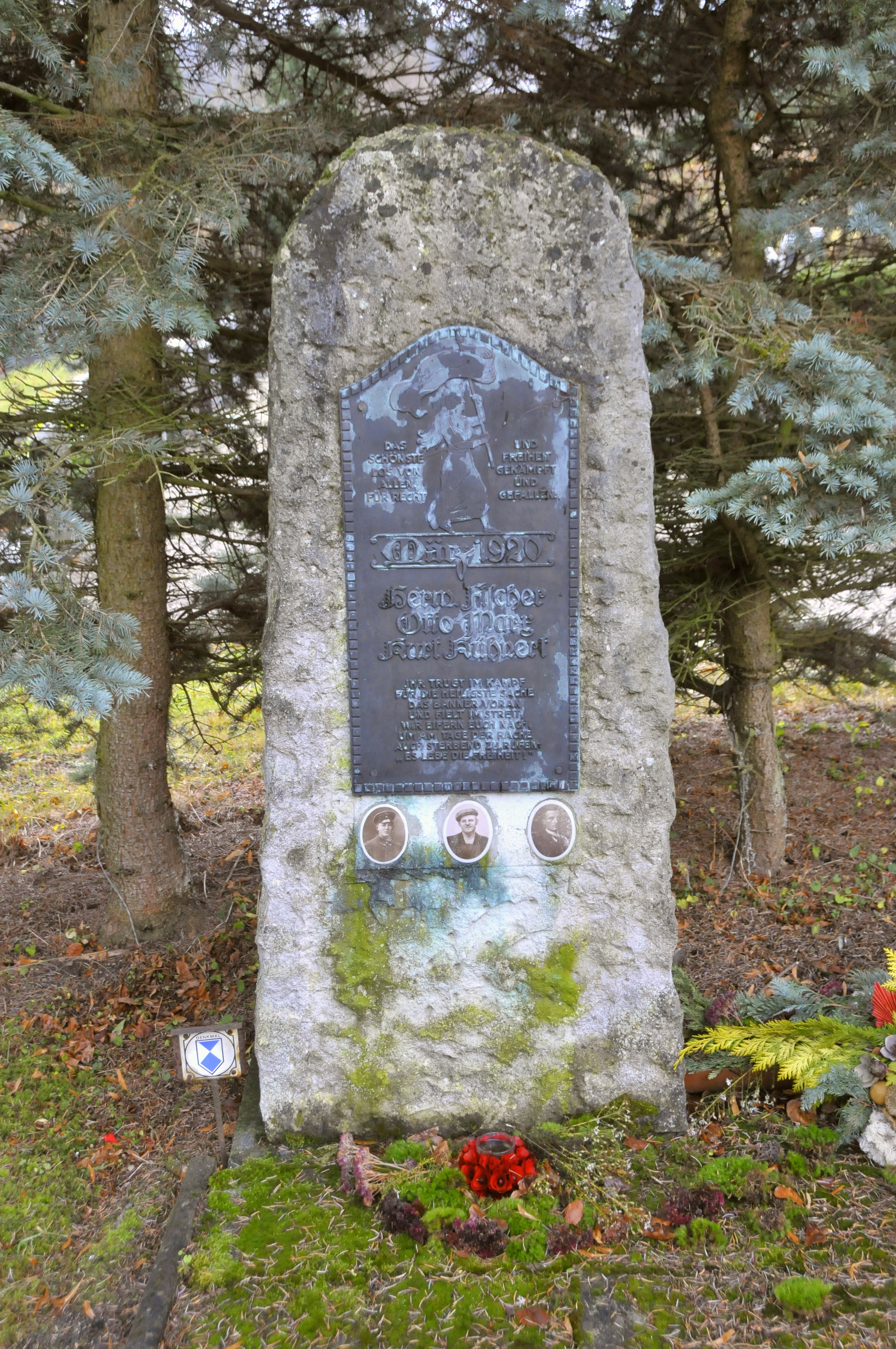
Gedenkstein und Gemeinschaftsgrab für drei Frankenhainer Arbeiter, die im März 1920 bei den Kämpfen in Gotha getötet wurden
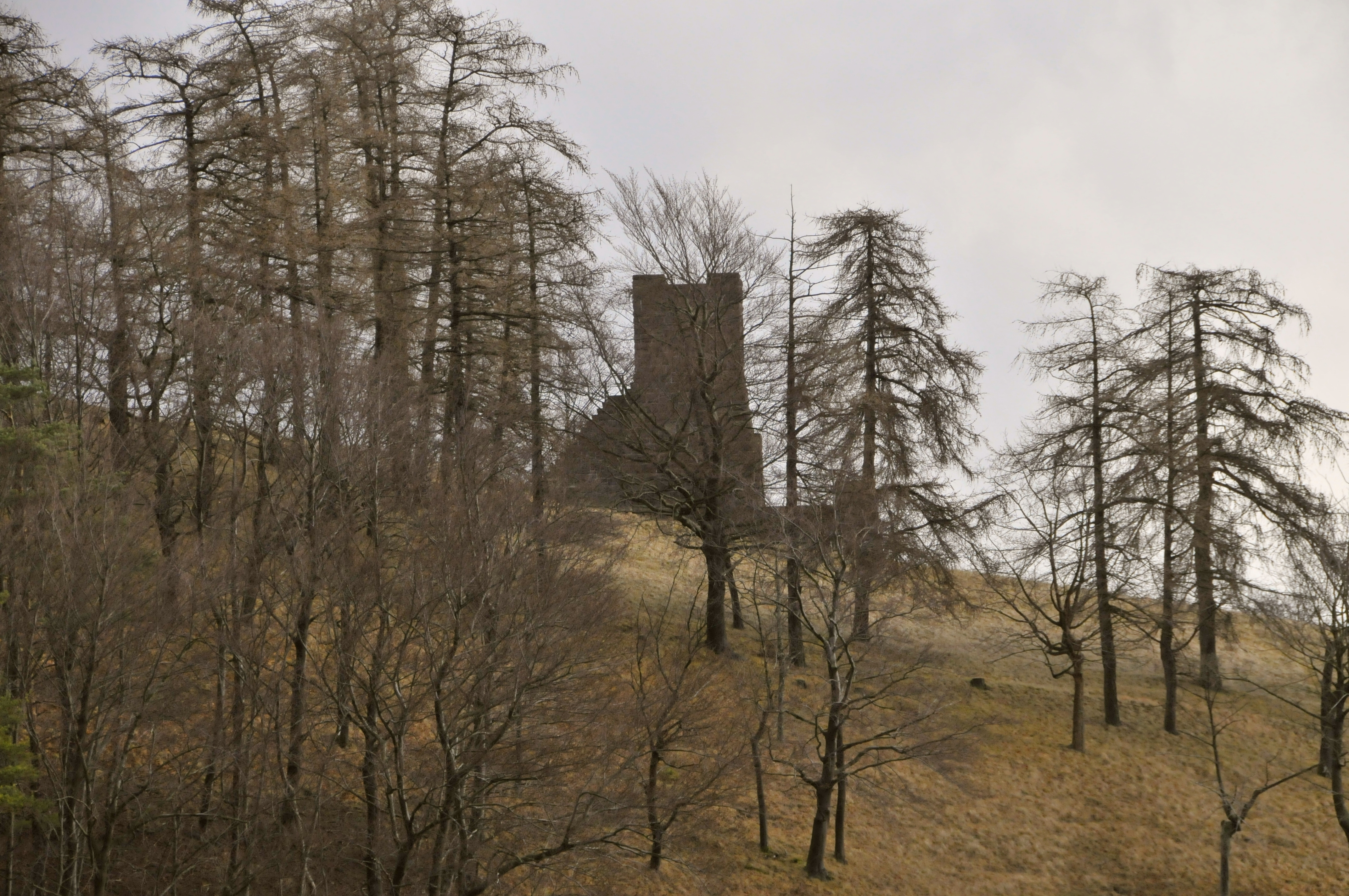
Kriegerdenkmal (Lage→)
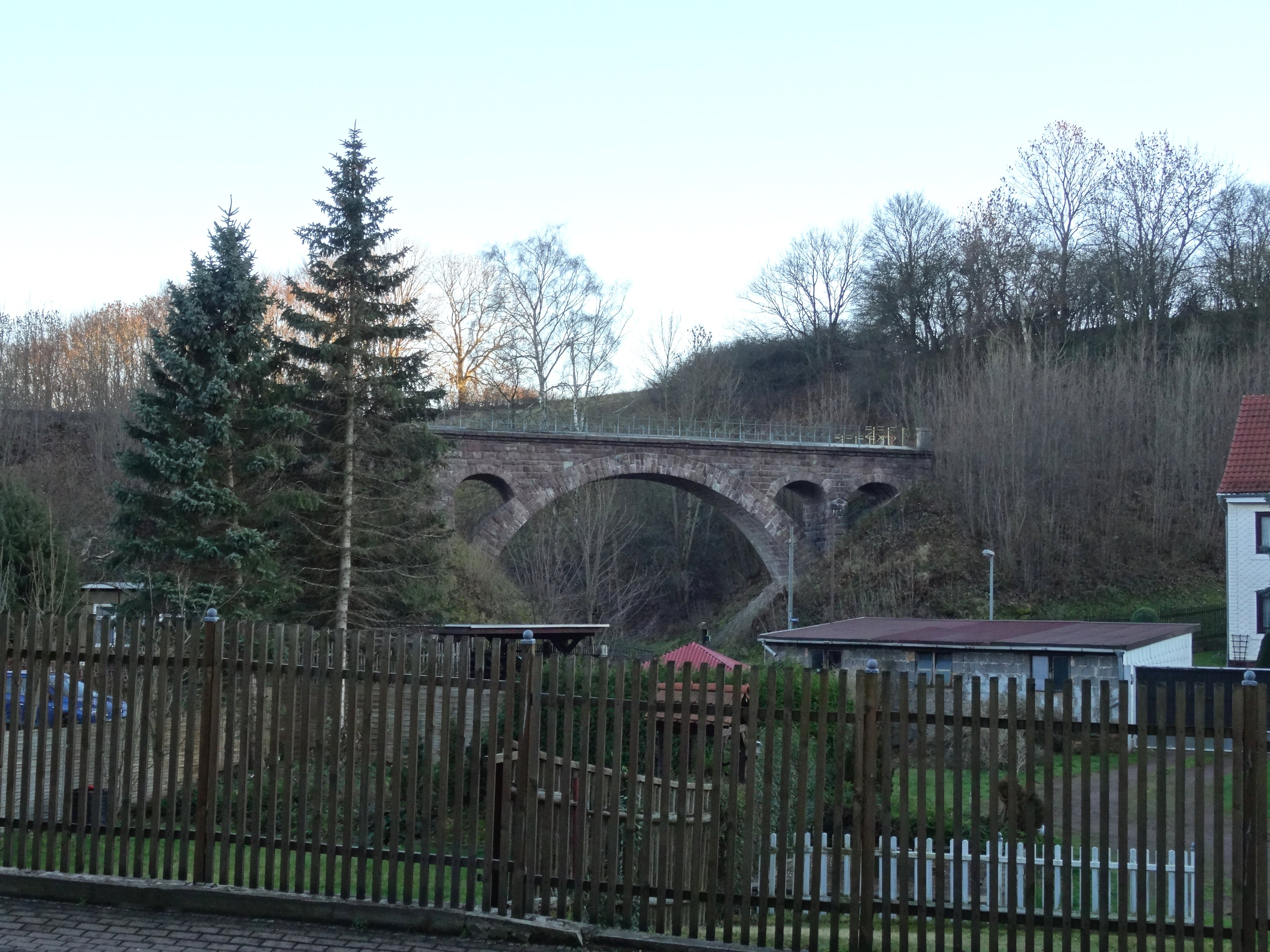
Bahnviadukt über den Gisselgrund